# Giennadij Cygankow
Giennadij Dmitrijewicz Cygankow (ros. Геннадий Дмитриевич Цыганков; ur. 16 sierpnia 1947 w Wanino, zm. 16 lutego 2006 w Petersburgu) – radziecki hokeista. Reprezentant ZSRR, dwukrotny olimpijczyk.

## Kariera
- Amur Chabarowsk (1962–1969)
- CSKA Moskwa (1969–1979)
- SKA Sankt Petersburg (1980)

Uczestniczył w turniejach mistrzostw świata w 1971, 1972, 1973, 1974, 1976, 1977, 1978, 1979, Summit Series 1972, 1974 oraz na Zimowych Igrzyskach Olimpijskich 1972, 1976.

## Osiągnięcia
Reprezentacyjne
- Złoty medal mistrzostw świata: 1971, 1973, 1974, 1975, 1978, 1979
- Srebrny medal mistrzostw świata: 1972, 1976
- Brązowy medal mistrzostw świata: 1977
- Złoty medal igrzysk olimpijskich: 1972, 1976
- Złoty medal mistrzostw Europy: 1973, 1974, 1975, 1978, 1979

Klubowe
- Złoty medal mistrzostw ZSRR: 1970, 1971, 1972, 1973, 1975, 1977, 1978, 1979 z CSKA Moskwa
- Srebrny medal mistrzostw ZSRR: 1969, 1974, 1976 z CSKA Moskwa
- Puchar ZSRR: 1973, 1977, 1979 z CSKA Moskwa
- Finalista Pucharu ZSRR: 1976 z CSKA Moskwa
- Puchar Europy: 1969, 1970, 1971, 1972, 1973, 1974, 1976, 1978, 1979 z CSKA Moskwa

## Wyróżnienia
- Zasłużony Mistrz Sportu ZSRR w hokeju na lodzie: 1972
- Rosyjska Galeria Hokejowej Sławy: 2014